# 村山悌啓
村山 悌啓（むらやま ともひろ、1979年8月16日 - ）は、群馬県前橋市出身のドリフトドライバー。

## プロフィール
- 身長：168cm[1]
- 体重：70kg[1]
- 血液型：B型[1]
- ニックネーム：むらちゃん/むらやん[1]
- 趣味：ドリフト、カラオケ、仲間とワイワイガヤガヤ[2]

## 略歴
大学時代にドリフトを始める。一貫して日産・シルビア（S14前期型）に乗り続けており、エンジンも2JZ-GTEなどハイパワーを発揮しやすいエンジンへ換装せず、元々搭載されているSR20DETにこだわって参戦している。ただし、D1ストリートリーガルでは、トヨタ・マークII (JZX90) や日産・180SX (RPS13) をドライブしたこともある。
D1グランプリには2004年からプライベーターとして参戦し、2005年の最終戦筑波では予選1位通過を果たしたが、以降は予選通過こそするものの決勝で好成績を収めることはほとんどなかった。
2006年から2008年まではD1ストリートリーガルにも参戦しており、2007年第3戦のSUGOでは予選を6位で通過し、決勝でも3位表彰台を獲得した。
2009年開幕戦のエビスでは決勝を9位で終え、初めてシード権を獲得した。以降は散発的ではあるものの決勝でも1桁の順位に食い込むようになった。
2013年は第2戦の9位が最高位で、年間シリーズ24位となった。2014年は第2戦で4位、第3戦で8位に食い込み、シリーズ11位でシーズンを終えた。
2015年はSUPER GTなどにも参戦しているPACIFIC RACING TEAMとアニメ『ガールズ&パンツァー』のコラボレーションプロジェクトにドライバーとして起用され、同作品の痛車で参戦した。第3戦エビスの5位が最高で、シリーズ17位でシーズンを終えた。
2016年には第4戦筑波で初優勝したほか、第6戦エビスでも優勝を果たし、シリーズランキング5位となった。
2017年は年間シリーズ28位、2018年は同21位。
2019年は新たにフォーミュラ・ドリフトにも参戦した。2021年以降のD1グランプリには参戦していない。
2022年12月、群馬県前橋市に中古車販売店を開業した。

## 人物
- D1グランプリに参戦していた頃は、平日はサラリーマンとして仕事をしていた。
- 走行会の主催、審査員などを務めることもある。
- 得意なサーキットはエビスサーキットで、D1グランプリでもエビスサーキットのラウンドでは追走に進出することが多い。

## 成績

### D1グランプリ
2005年
- 第2戦　お台場　予選8位通過／決勝19位
- 最終戦　筑波サーキット　予選1位通過／決勝27位

2006年
- 第2戦　スポーツランドSUGO　予選20位通過／決勝29位
- 第6戦　鈴鹿サーキット　予選13位通過／決勝21位

2007年
- 第1戦　エビスサーキット南　予選10位通過／決勝26位

2008年
- 第3戦　岡山国際サーキット　予選4位通過／決勝22位

2009年
- 第1戦　エビスサーキット　予選6位通過／決勝9位
- 第2戦　オートポリス　予選シードの為免除／決勝27位
- エキシビジョン　お台場　予選なし／決勝24位
- 第4戦　岡山国際サーキット　予選19位通過／決勝27位
- 第5戦　エビスサーキット　予選14位通過／決勝24位
- 第6戦　エビスサーキット　予選14位通過／決勝
- 第7戦　富士スピードウェイ　予選14位通過／決勝24位

2010年
- 第1戦　お台場　予選24位
- 第2戦　オートポリス　予選16位通過／決勝20位
- 第3戦　富士スピードウェイ　予選29位
- 第4戦　岡山国際サーキット　予選13位／決勝25位
- 第5戦　エビスサーキット　予選なし／決勝7位
- 第6戦　エビスサーキット　予選なし／決勝26位
- 第7戦　富士スピードウェイ　予選なし／決勝29位
- エキシビジョン　富士スピードウェイ　予選なし／決勝23位

2011年
- 第1戦　お台場　予選シード／決勝24位
- 第2戦　お台場　予選25位
- 第3戦　オートポリス　予選5位／決勝6位
- 第4戦　鈴鹿サーキット　予選シード／決勝21位
- 第5戦　岡山国際サーキット　予選3位／決勝11位
- 第6戦　エビスサーキット　予選13位

2012年
- 第2戦　鈴鹿サーキット　予選7位通過／決勝18位
- 第4戦　エビスサーキット　予選4位通過／決勝6位
- 第6戦　セントレア　予選7位通過／決勝9位

2013年
- 第2戦　鈴鹿サーキット　予選8位通過／決勝9位
- 年間シリーズランキング　24位

2014年
- 第2戦　鈴鹿サーキット　単走予選11位通過／決勝3位　追走予選免除／決勝4位 シード入り
- 第3戦　オートポリス　単走予選免除／決勝6位　追走予選免除／決勝8位
- 第4戦　エビスサーキット　単走予選免除／決勝16位　追走予選勝利／決勝14位
- 第5戦　エビスサーキット　単走予選免除／決勝7位　追走予選免除／決勝11位
- 第6戦　お台場　単走予選免除／決勝21位　追走予選敗退／決勝24位
- 年間シリーズランキング　11位

2015年
- 第1戦　お台場　単走予選30位　
- 第2戦　鈴鹿サーキット　単走予選4位／決勝7位
- 第3戦　筑波サーキット　単走予選11位／決勝3位　追走ベスト8　総合5位
- 第4戦　エビスサーキット　単走予選13位／決勝5位　追走ベスト16　総合11位
- 第5戦　舞洲　単走予選27位
- 第6戦　お台場　単走予選20位
- 年間シリーズランキング　17位

2016年
- 第1戦　お台場特設コース　単走予選9位／決勝16位　追走ベスト16　総合16位
- 第2戦　富士スピードウェイ　単走予選19位
- 第3戦　筑波サーキット　単走予選3位／決勝7位　追走ベスト16　総合11位
- 第4戦　筑波サーキット　単走予選9位／決勝16位　追走1位　総合1位
- 第5戦　エビスサーキット　単走予選免除／決勝13位　追走ベスト16　総合14位
- 第6戦　エビスサーキット　単走予選免除／決勝16位　追走1位　総合1位
- 第7戦　お台場　単走予選免除／決勝10位　追走ベスト16　総合10位
- エキシビジョン　お台場　単走チャンピオン決定戦14位　敗者復活単走7位　追走ベスト12
- 年間シリーズランキング　5位

2017年
- 第1戦　お台場　単走17位　総合17位
- 第2戦　お台場　単走予選30位
- 第3戦　筑波サーキット　単走予選24位
- 第4戦　舞洲スポーツアイランド　単走予選13位／決勝20位　総合20位
- 第5戦　エビスサーキット　単走予選6位／決勝21位
- 第6戦　エビスサーキット　単走予選13位／決勝6位　総合10位
- エキシビジョン　お台場特設コース　単走予選17位
- 年間シリーズランキング　28位

2018年
- 第1戦　舞洲スポーツアイランド　単走予選28位
- 第2戦　舞洲スポーツアイランド　単走予選26位
- 第3戦　オートポリス　単走予選13位／決勝13位　追走ベスト16　総合13位
- 第4戦　十勝スピードウェイ　単走予選3位／決勝20位　総合20位
- 第5戦　筑波サーキット　単走予選11位／決勝19位　総合19位
- 第6戦　エビスサーキット　単走予選11位／決勝14位　追走ベスト16　総合15位
- 第7戦　エビスサーキット　単走予選6位／決勝8位　追走ベスト16　総合9位
- 第8戦　お台場特設コース　単走予選21位　総合21位
- 年間シリーズランキング　21位

2019年
- 年間シリーズランキング　24位

### D1ストリートリーガル
2006年
- 第4戦　富士スピードウェイ　予選9位通過／決勝9位

2007年
- 第3戦　スポーツランドSUGO　予選6位通過／決勝3位

2008年
- 第3戦　岡山国際サーキット　予選なし／決勝16位
- 第5戦　日本海間瀬サーキット　予選18位通過／決勝9位
- 第7戦　筑波サーキット　予選なし／決勝9位

### ドリフトマッスル
2013年
- 第2戦　スポーツランドSUGO　3位
- 第3戦　本庄サーキット　3位
- スーパーマッスル第3戦　本庄サーキット　5位

2014年
- 第1戦　日光サーキット　3位
- 第3戦　スポーツランドSUGO　優勝
- 第4戦　本庄サーキット　優勝
- スーパーマッスル第4戦　本庄サーキット　3位

2017年
- 第1戦　日光サーキット　単走優勝　追走2位　総合2位

### フォーミュラ・ドリフト
- 2019年　第1戦　鈴鹿ツインサーキット　予選33位